# Лісні Поляни (Подольський міський округ)
Лісні́ Поля́ни (рос. Лесные Поляны) — селище у складі Подольського міського округу Московської області, Росія.
Старі назви — Дома Отдиха «Лісні Поляни», Д. О. Лісні Поляни.

## Населення
Населення — 214 осіб (2010; 394 у 2002).
Національний склад (станом на 2002 рік):
- росіяни — 96 %